# Лаврів Петро Іванович
Петро Лаврів (псевдо «Добромир») (* 13 березня 1923, с. Раків, Долинський район, Івано-Франківська область — † 14 жовтня 2003, Львів) — член ОУН, учасник боротьби проти радянської окупації України, багаторічний в'язень радянських концтаборів, Борець  за незалежність України у ХХ сторіччі, український краєзнавець, автор ряду пізнавальних книг з історії Південно-Східної України.

## Життєпис

Петро Лаврів у 90-х роках

У Ракові закінчив 6 класів народної школи, продовжив навчання в Долинській «Рідній школі», а згодом 6 років навчався у Стрийській гімназії.
У квітні 1944 став членом ОУН (псевдо «Добромир»). 1945 року його за доносом арештували. Ув'язнили і його батьків. 17 квітня 1946 року Петра Лавріва засудили на 10 років т. зв. «ВТТ» і 5 років позбавлення громадянських прав, як «бандєровского развєдчіка». Перебував у концтаборах СРСР: Карабас, Караганда, Воркута.
Після смерті Сталіна був звільнений з ув'язнення 5 листопада 1954 р. і переданий у комендатуру спецзаслання у м. Караганда. У Караганді влаштувався бухгалтером в автоуправлінні шахтобудівного комбінату, забрав до себе з Сиктивкару батьків і поступив на заочне відділення англійського факультету Алма-Атинського інституту іноземних мов (перебуваючи в ув'язненні вивчив англійську мову, в чому йому допоміг колишній капітан далекого плавання, за національністю фін). Потім були заочні трирічні курси французької мови у Москві. Петро Лаврів перекладав із 16 мов (включно з японською). Згодом викладав в університеті м. Алма-Ати. 
1956 — на святу Покрову о. Микола Вонсуль повінчав Петра з воркутянською бранкою Марією Скрентович (із с. Залуква Галицького району), теж членкинею ОУН (псевдо «Олеся», «Звенислава», окружною жіноцтва Станіславщини). Згодом Марія закінчила Алма-Атинський політехнічний інститут.
1967 — подружжю дозволили повернутись в Україну, але не на батьківщину, а в Донецьку область, де вони прожили майже 30 років.
Вели активну просвітницьку роботу. Петро Лаврів написав і видав 3 томи книги з історії Південно-Східної України. Марія Лаврів працювала інженером у Донецькому науково-дослідному інституті «Автоматгірмаш».
1990 — організувала й очолила Донецьку організацію Братства ОУН–УПА та Донецьке обласне Товариство політв'язнів і репресованих, працювала в Донецькому обласному проводі КУНу.
Петро і Марія Лавріви були активними членами Донецького обласного Товариства української мови імені Т. Г. Шевченка.
1996 — Петро і Марія Лавріви повернулися в Західну Україну, до Львова.
Марія Антонівна померла 9 лютого 2002, а Петро Іванович — 14 жовтня 2003 року.
За останньою волею подружжя їх поховали у с. Раків Долинського району.

## Вшанування пам'яті
28 вересня 2009 року на могилі Петра і Марії Лаврівих урочисто відкрили та освятили надмогильний пам'ятник.

## Творчий доробок Петра Лавріва
- Петро Лаврів. Історія Південно-Східної України. Львів, «Слово», 1992. — 152 с. — ISBN 5-8326-0011-8.
- Петро Лаврів. Історія Південно-Східньої України. К.: Українська видавнича спілка, 1996. — 204 с.: рис., табл. — ISBN 966-7060-05-5
- Лаврів Петро. Моя земля — земля моїх батьків. — Донецьке обласне Товариство української мови ім. Тараса Шевченка. Український культурологічний центр. Донецьк, 1994.
- Лаврів П. Колонізація українських і суміжних степів. — К.: Просвіта, 1994. — 55 с.